# Чобанкара
Чобанкара — упразднённое село в Армавирской области Армении.

## Этимология
Этноним.

## История
Село образовалось в результате поселения одноимённого племени, состоявшего из 159 семей. В период Эриванского ханства село входило в Зангибасарский магал.
Во времена Российской империи село находилось в Эчмиадзинском уезде Эриванской губернии, было отмечено на 5-верстной карте Кавказа. Он был упразднен в 1930 году.

## Население
В 1918 году в селе проживало 5000 человек. Село было опустошено после резни в 1920 году, в 1922 году вернулись всего 66 человек.

## Известные люди
- Будаг Будагов (1928—2012) — советский и азербайджанский учёный, географ, доктор географических наук (1968), профессор (1976), академик АН Азербайджанской ССР (1989), Заслуженный деятель науки Азербайджана (2008).
- Алиева Аджош (1922 год, Эриванский уезд — 1996 года, Нахичевань) — советский армянский и азербайджанский агроном, Герой Социалистического Труда (1950).
- Велиев Нариман (1928—1996) — профессор, педагог.
- Вазир Абишов — учёный-химик